# Кучинський Володимир Степанович
Володи́мир Степа́нович Кучи́нський (нар. 14 жовтня 1958, Львів) — український режисер. Заслужений діяч мистецтв України (1994). Народний артист України (2019). Лауреат літературно-мистецьких премій імені Василя Стуса (1989), імені Леся Курбаса (2000). Лауреат Національної премії України імені Тараса Шевченка (2006).
Від 1988 року — художній керівник створеного ним (разом з Олегом Драчем і Тетяною Каспрук) Львівського молодіжного театру імені Леся Курбаса. Навчався режисури у Анатолія Васільєва (Москва).

## Театр Володимира Кучинського
Театр Володимира Кучинського передусім орієнтований на національно-етичне осмислення буття, Всесвіту, власної творчості. Прямуючи до праоснов національної етики, пробує повернути пам'ять про цілісність зв'язку людини — космосу — творчості. Специфіка театру: експеримент, спрямований на розкриття акторської індивідуальності.
Театр брав участь, здобував перемоги і, зокрема, Гран-прі на багатьох престижних міжнародних фестивалях в Україні, Росії, Польщі, Єгипті, Македонії, Албанії; брав участь в численних міжнародних проектах в США, Великій Британії, Італії. У 2007 році театру присудженно звання академічного.
У театрі ім. Леся Курбаса Володимир Кучинський здійснив понад двадцять постановок.
Веде активну викладацьку діяльність (акторський та режисерський курси при Львівському Національному університеті ім. Івана Франка). Читав лекції з акторства те режисури в театральних школах США, Польщі, України.

## Постановки в театрі
- «Ma-na Hat-ta» за І. Бахман
- «Амнезія, або Маленькі подружні злочини» за Е.-Е. Шміттом
- «Між двох сил» В. Винниченка
- «Формули Екстази» на основі поезій Б. І. Антонича
- «Так казав Заратустра» за Ніцше та Клімом